# Danaea longicaudata
Danaea longicaudata là một loài dương xỉ trong họ Marattiaceae. Loài này được Tuomisto mô tả khoa học đầu tiên năm 2001.